# The Hotel New Hampshire (film)
The Hotel New Hampshire is een Brits-Canadees-Amerikaanse dramafilm uit 1984 onder regie van Tony Richardson. Het scenario is gebaseerd op de gelijknamige roman uit 1981 van de Amerikaanse auteur John Irving.

## Verhaal
Op een zomer werkt de student Win Berry in een hotel in Arbuthnot-by-the-Sea. Hij wordt er verliefd op Mary, een meisje uit zijn geboortestad. Bovendien ontmoet hij er Freud, een man uit Wenen die rondreist met een reusachtige beer. Freud verkoopt Win de beer en hij raadt hem aan met Mary te trouwen en zijn idealen na te streven. 
Jaren later hebben Win en Mary vijf kinderen. Hij denkt nog vaak terug aan die zomer. Dan blijkt dat er een oude school te koop staat. Hij besluit die te kopen om er een hotel van te maken.

## Rolverdeling
| Acteur           | Personage         |
| ---------------- | ----------------- |
| Rob Lowe         | John Berry        |
| Jodie Foster     | Frannie Berry     |
| Paul McCrane     | Frank             |
| Beau Bridges     | Win Berry         |
| Lisa Banes       | Moeder            |
| Jennifer Dundas  | Lilly             |
| Seth Green       | Egg Berry         |
| Wally Aspell     | Hotelhouder       |
| Nastassja Kinski | Susie de Beer     |
| Wilford Brimley  | Iowa Bob          |
| Joely Richardson | Serveerster       |
| Wallace Shawn    | Freud             |
| Jobst Oriwol     | Duitser           |
| Linda Clark      | Duitse            |
| Nicholas Podbrey | Jongen met geweer |
| Norris Domingue  | Dirigent          |